# رودولف کوپرنا
رودولف کوپرنا (اسپانیایی: Rodolfo Choperena‎؛ ۱۱ فوریهٔ ۱۹۰۵ – ۱۹ ژوئیهٔ ۱۹۶۹) بازیکن بسکتبال اهل مکزیک بود.